# Особіта (Західні Татри)
Особіта (Osobitá) — гірський масив в Словаччині; геоморфологічна підодиниця масиву Західні Татри.. Найвища точка — гора Особіта (1687 метрів). Місце розташування — Жилінський край.
Протікають Бобровецький потік і Юраньов потік.